# Cullman-Heyman Tennis Center
Cullman-Heyman Tennis Center lub Connecticut Tennis Center at Yale – kompleks tenisowy w New Haven w stanie Connecticut.
Obiekt oddany do użytkowania został w 1991 roku. Składa się z 22 kortów twardych typu Deco Turf II i 8 kortów w hali. Kort centralny, nazwany Connecticut Tennis Center, mieści łącznie 15 000 widzów i jest największym stadionem tenisowym w Stanach Zjednoczonych po Arthur Ashe Stadium i głównym korcie Indian Wells Tennis Garden. W 2008 roku obiekt przeszedł renowację.
Od 1998 roku w kompleksie organizowany jest tenisowy turniej kobiecy Connecticut Open rangi WTA Premier Series. W latach 2005–2010 rywalizowali również mężczyźni, a turniej nosił nazwę Pilot Pen Tennis.